# Nick de Jong (Eishockeyspieler)
Nick de Jong (* 23. Februar 1981 in Nijmegen) ist ein niederländischer Eishockeyspieler, der seit 2015 erneut bei den Nijmegen Devils spielt und mit dem Klub, mit dem er vier seiner sechs niederländischen Meistertitel errang, seit 2023 in der niederländischen Ehrendivision spielt.

## Karriere
Nick de Jong begann seine Karriere bei den Nijmegen Devils, bei denen er zunächst für deren zweite Mannschaft in der zweiten niederländischen Spielklasse auf dem Eis stand. Von 1998 bis 2003 stand er im Profikader des Eredivisie-Teams und gewann in dieser Zeit zwei Meisterschaften (1999 und 2000) und ein Mal den niederländischen Pokalwettbewerb (1999). Nach einem Jahr bei den Amstel Tijgers Amsterdam, mit denen er das Double aus Meisterschaft und Pokalsieg errang, kehrte er nach Nijmegen zurück, wo er bis 2008 spielte und 2006 erneut niederländischer Meister wurde. Auch nach einem Abstecher 2008/09 zu den Heerenveen Flyers kehrte er nach Nijmegen zurück und errang dort seinen fünften Meistertitel. Von 2011 bis 2015 spielte er nacheinander für die Eindhoven Kemphanen, HYS The Hague, wo er 2013 seinen sechsten Meistertitel errang, erneut die Heerenveen Flyers und wiederum die Eindhoven Kemphanen in der Ehrendivision, bevor er 2015 wieder bei den Devils aus seiner Geburtsstadt anheuerte, mit denen er zunächst in der neugegründeten belgisch-niederländischen BeNe Legue spielte. Seit 2023 spielt er mit den Devils wieder in der Ehrendivision.
In der Spielzeit 2016/17 war er Assistenztrainer der Tilburg Trappers in der deutschen Oberliga-Nord.

### International
Für die Niederlande nahm de Jong im Juniorenbereich an der U18-Weltmeisterschaft der Europa-Division II 1999 sowie der U20-D-Weltmeisterschaft 2000 und der U20-Weltmeisterschaft der Division III 2001 teil.
Im Seniorenbereich stand er erstmals bei der B-Weltmeisterschaft 2000 im Aufgebot seines Landes. Nach Umstellung auf das heutige Divisionensystem spielte er bei den Weltmeisterschaften der Division I 2003, 2004, 2005, 2008, 2009, 2010, 2011, 2012, 2013, 2014 und 2015. Zudem vertrat er seine Farben bei den Qualifikationsturnieren für die Olympischen Winterspiele in Turin 2006 und in Sotschi 2014.

## Erfolge und Auszeichnungen
- 1999 Niederländischer Meister und Pokalsieger mit den Nijmegen Devils
- 2000 Niederländischer Meister mit den Nijmegen Devils
- 2001 Aufstieg in die Division II bei der U20-Junioren-Weltmeisterschaft der Division III
- 2004 Niederländischer Meister und Pokalsieger mit den Amstel Tijgers Amsterdam
- 2006 Niederländischer Meister mit den Nijmegen Devils
- 2010 Niederländischer Meister mit den Nijmegen Devils
- 2013 Niederländischer Meister mit HYS The Hague